# Gryon bolivari
Gryon bolivari är en stekelart som först beskrevs av Alfred Giard 1895. Enligt Catalogue of Life ingår Gryon bolivari i släktet Gryon och familjen Scelionidae, men enligt Dyntaxa är tillhörigheten istället släktet Gryon och familjen gallmyggesteklar. Arten är reproducerande i Sverige. Inga underarter finns listade i Catalogue of Life.